# Elodes nakanei
Elodes nakanei es una especie de coleóptero de la familia Scirtidae.

## Distribución geográfica
Habita en Japón.